# Zimske olimpijske igre 1976
Zimske olimpijske igre 1976 (uradno XII. zimske olimpijske igre) so bile zimske olimpijske igre, ki so potekale leta 1976 v Innsbrucku, Avstrija. Druge gostiteljske kandidatke so bile: Denver, ZDA; Sion, Švica; Tampere/Are, Finska in Vancouver, Kanada.